# Farol de Santa Marta
Farol de Santa Marta é um farol localizado no Cabo de Santa Marta, em Laguna, no estado de Santa Catarina, Brasil. A estrutura é uma torre quadrada, em pedra, que possui lanterna e galeria. Suas paredes possuem 2 metros de espessura. O farol eleva-se em meio a um grupo de casas térreas de faroleiros e outros edifícios.
Além de ser localizado no ponto mais oriental da região, desde o século XIX o farol serviu para guiar as embarcações para longe da famosa Pedra (ou Parcel) do Campo Bom. Apesar disso, alguns naufrágios chegaram a ocorrer.

## Características
No topo de um morro, num pequeno promontório, a 45 metros acima do nível do mar, está localizado o Farol, a maior atração local. Com 29 metros de altura, é um dos mais potentes do Brasil em alcance e serve como guia para os navios que se aproximam do Cabo. No período noturno, a iluminação do Farol chama a atenção.
O seu alcance é de quarenta e seis milhas náuticas (oitenta e cinco quilômetros).

### Hiper-radiante de Fresnel

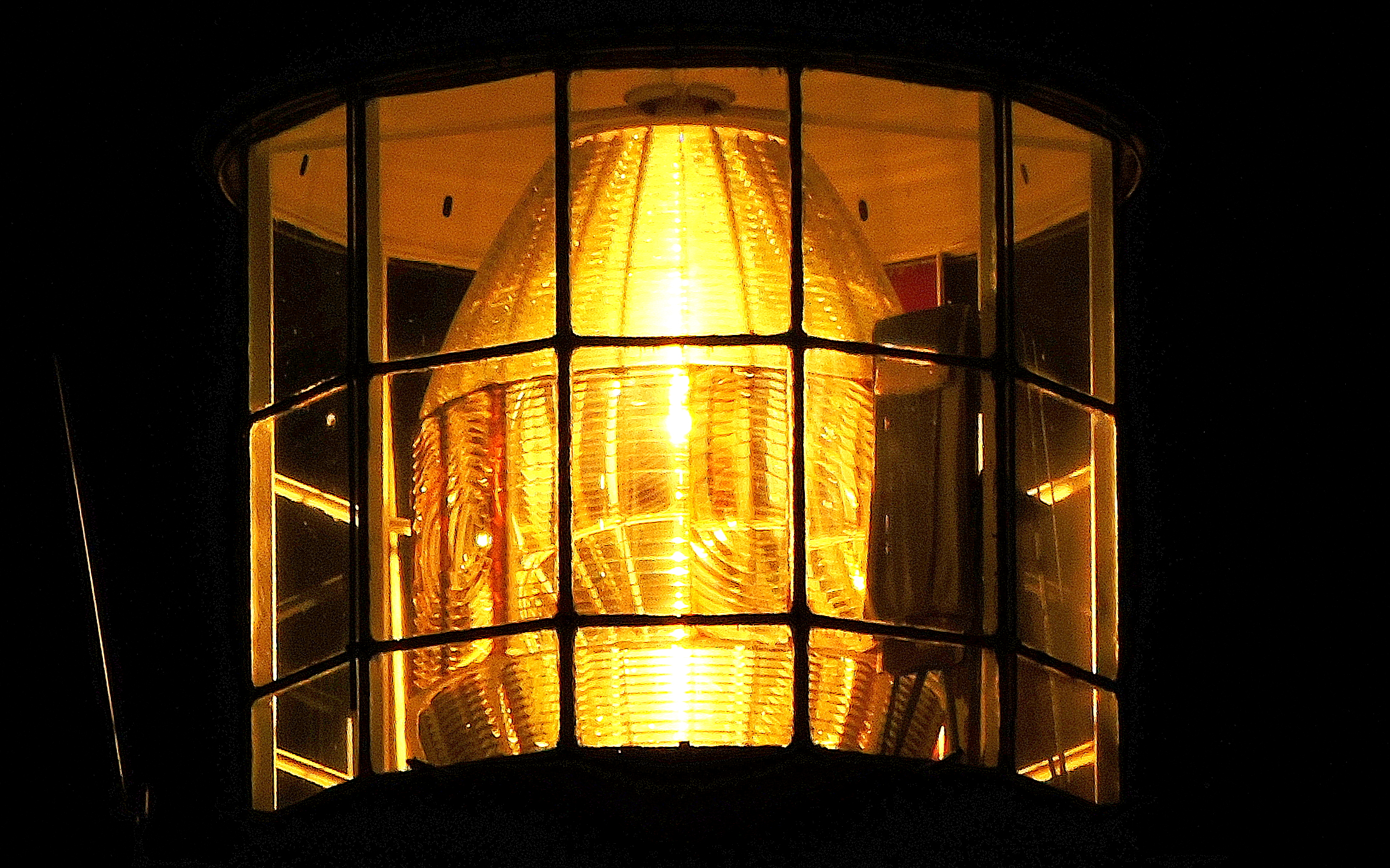
Lente do farol.

Possui uma lente ótica hiper-radiante de Fresnel de 1 330 mm de distancia focal, do construtor francês Barbier & Bénard, a única no Brasil e uma das poucas ainda em funcionamento em todo o mundo. No Brasil existem ainda outras duas óticas deste tipo, mas de ordem inferior, meso-radiantes, de 1 125 mm de distância focal, no Farol de Abrolhos, estado da Bahia, e no Farol da Ilha Rasa, no Rio de Janeiro. Essas duas lentes são as únicas meso-radiais construídas no mundo, que se tenha conhecimento. São maiores que as lentes de 1ª Ordem (920 mm), mas menores que as Hiper-radiantes (1 330 mm).

### Balizamento aeronáutico
O Farol de Santa Marta possui um radiofarol não direcional (NDB) para balizamento aeronáutico. Com a frequência de 310 kHz e identificada com a sigla SW (Cabo de Santa Marta) nas cartas aeronáuticas. Faz o balizamento da aerovia W14 ligando as Áreas de Controle Terminal (TMA) de Porto Alegre (POA) e de Florianópolis (FLN).

## História
Projetado pela companhia francesa Barbier, Benard, et Turenne, e inaugurado em 11 de junho de 1891, foi erguido com pedra, areia, barro e óleo de baleia.

## Informações
- Aberto ao público: o acesso ao farol é livre;[7] possui tour virtual[8]
- Outras designações: Farol do Cabo de Santa Marta

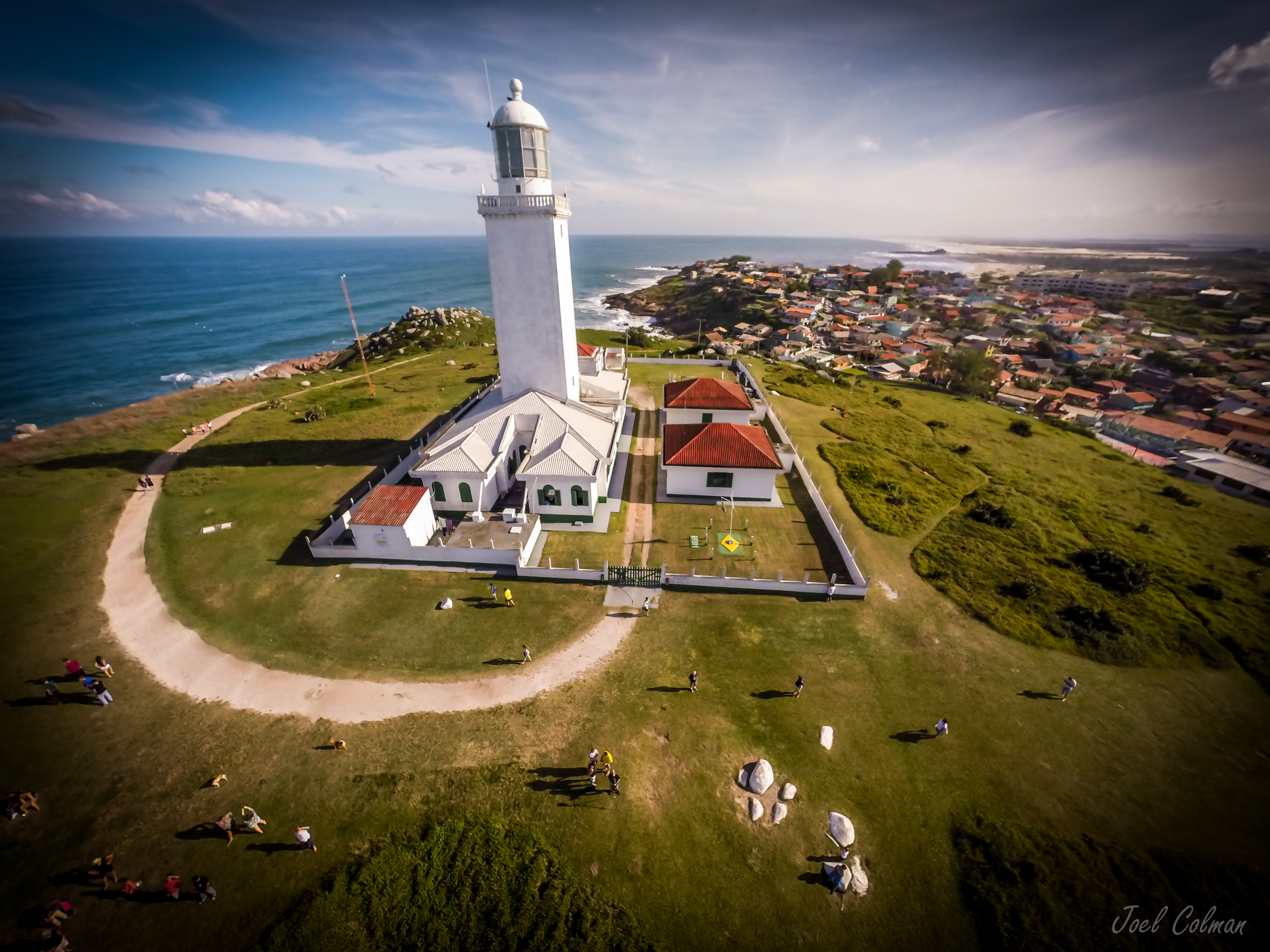
Farol de Santa Marta

- Estação DGPS